# 太白镇 (当涂县)
太白镇，是中华人民共和国安徽省马鞍山市当涂县下辖的一个乡镇级行政单位。

## 行政区划
太白镇下辖以下地区：
龙山桥社区、金涂社区、芮港村、振兴村、太白村、永宁村、龙山村、长江村、鑫龙村、永兴村、花园村、宁西村、宁兴村和安民村。